# La Higuera, Michoacán de Ocampo
La Higuera är en ort i Mexiko.   Den ligger i kommunen Puruándiro och delstaten Michoacán de Ocampo, i den centrala delen av landet, 270 km väster om huvudstaden Mexico City. La Higuera ligger 1 919 meter över havet och antalet invånare är 230.
Terrängen runt La Higuera är kuperad. Runt La Higuera är det ganska tätbefolkat, med 58 invånare per kvadratkilometer. Närmaste större samhälle är Puruándiro, 8,4 km nordost om La Higuera. I omgivningarna runt La Higuera växer huvudsakligen savannskog.